# Notophthiracarus enigmaticus
Notophthiracarus enigmaticus är en kvalsterart som först beskrevs av Sandór Mahunka 1996.  Notophthiracarus enigmaticus ingår i släktet Notophthiracarus och familjen Phthiracaridae. Inga underarter finns listade i Catalogue of Life.